# Peter Chen
Peter Pin-Shan Chen, chinesisch: Chen Pin-Shan (chinesisch 陳品山, Pinyin Chén Pǐnshān, * 3. Januar 1947 in Taichung, Taiwan) ist ein taiwanischer Informatiker, der 1976 die Entity-Relationship-Modellierung (ER-Modell) für die Datenanalyse entwickelte. Mit seiner grafischen Darstellungsform der Daten und ihrer Beziehungen untereinander (seiner  Chen-Notation) revolutionierte er die Datenmodellierung und öffnete das Tor zur grafischen Softwareentwicklung. Chens ER-Modell ist heute in der Systemanalyse und im -design zentraler Bestandteil vieler Software-Entwicklungsmethoden, CASE-Tools und Data-Repositories.

## Leben
Chen wurde 1968 Elektroingenieur an der National Taiwan University, 1970 und 1973 machte er seinen Master und Doktor in Computer Science und angewandter Mathematik an der Harvard University. 1974–1978 war er Assistenzprofessor an der MIT Sloan School of Management. 1978–1984 Professor an der University of California, Los Angeles (UCLA Management School). Seit 1983 ist er Professor der Informatik (amerik. "Computer Science") an der Louisiana State University.  Die Begriffe "Entity-Relationship Modell (ERM)", "Entity-Relationship Diagramm (ERD)" oder "Chen-Notation" werden in der Software-Literatur heute vielfach gebraucht.
Sein ER-Modell geht auf seinen 1976 erschienenen Artikel The Entity Relationship Model – Toward A Unified View of Data zurück. Dieser Artikel ist sicher einer der am häufigsten zitierten Artikel in der Computerwelt und wurde unter die 38 einflussreichsten Artikel der Informatik gewählt.
Chens Arbeit war ein Meilenstein im Softwareengineering und in der Entwicklung von Computer-Aided Software Engineering Tools (CASE-Tools). In den späten 80er und frühen 90er Jahren orientierten sich das Software-Werkzeug Application Development Cycle (AD/Cycle) von IBM und das Repository der relationale Datenbank DB2 (RM/MVS) an seinem Modell. Auch das DEC CDD+ basierte darauf. Die großen CASE-Tool-Anbieter wie Computer Associates (CA) mit ERWIN, Oracle mit Designer oder  Sybase mit dem PowerDesigner wurden vom ER-Modell beeinflusst. Sogar das Zeichenprogramm VISIO von Microsoft wurde beeinflusst. Auch der IDEF1X Standard wurde vom ER-Modell abgeleitet.
Chens Modell war die Grundlage für die objektorientierte Analyse- and Design-Methoden. Die UML Modellierungssprache ging aus diesen Entwicklungen hervor. Chen wurde vielfach für seine Arbeit ausgezeichnet und zählt heute zu den Pionieren der Informatik.
2007 wurde Chen mit dem Mark Weiser Award ausgezeichnet.